# 마르쿠브

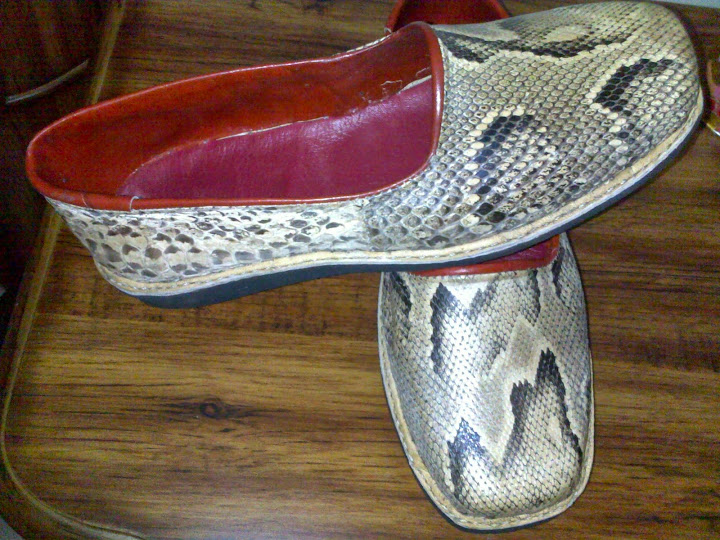
마르쿠브

마르쿠브(아랍어: مركوب, Markoob)는 수단 남성을 위해 디자인된 동물 가죽으로 만들어진 신발 유형이다. 흰색 터번, 자라비야, 조끼, 상의 및 바지와 함께 마르쿠브는 수단의 국가복장의 일부를 형성한다. 과거에는 여성용으로도 마르쿠브가 있었지만, 현재는 드물어졌다. 이 신발은 "클라우도(Claudo)" 신발로부터 시작되어 "아부 아디나(Abu Adina)"를 거쳐 오랜 역사를 거쳐 오늘날의 전통적인 수단 신발로 이어졌다.
마르쿠브의 장인 정신은 독특한 수단 예술 형태로, 다양한 스타일과 크기로 제작된다. 주목할 만한 변형에는 서부 수단의 엘 파셰르(El Fasher)에서 제작된 알-파샤리 마르쿠브, 제니나 마르쿠브, 밝은 빨간색으로 구별되는 자지라 아바 마르쿠브 등이 있다.
마르쿠브를 만드는 데 사용되는 소재에는 비단뱀의 가죽, 가죽소, 양가죽, 심지어 부자층이 주로 착용하는 악어가죽 등 다양한 선택지가 포함된다.
"소가죽" 신발은 튼튼함과 아름다움으로 유명하다. 이 신발은 가죽을 적재적소에 덧입히고 가볍게 하기 위해 염소가죽으로 안감을 댄 후, 신발 밑창을 형성하고 천연 면사로 봉제하는 생산 과정을 거친다. 마지막 단계에서는 밑창을 샌딩하여 부드러움을 더한다. 나이지리아와 남수단에서 공급되는 진짜 가죽으로 만든 수단 신발은 최고 품질이며 가장 비싸게 책정된다. 이들도 유사한 생산 단계를 거치며, 광택을 내기 위해 돌로 광택을 주고 레몬으로 다듬는 등의 처리를 한다.
수단식 마르쿠브는 소가죽 밑창으로 타르에 의해 염색된 가죽으로 만들어진 상부 부분을 가지고 있으며, 일반적으로 튼튼함과 품질로 인해 염소 가죽으로 만들어진다. 재봉 공정은 수동으로 이루어지며 "brushing(붓질)"이라 불린다. 수단의 한 전통은 이드 기도와 특별한 행사 때 마르쿠브를 착용하는 것을 선호하는 것이다.